# Герб Афганистана
Герб Исла́мского Эмира́та Афганиста́н (дари نشان امارت اسلامی افغانستان; пушту د افغانستان اسلامي امارات نښان‎) — один из официальных государственных символов де-факто Исламского Эмирата Афганистан, занимающего почти всю территорию страны после падения Исламской Республики. Параллельно с 1995 года данный герб является эмблемой движения «Талибан» и бывшего (то есть первого) Исламского Эмирата Афганистан (1996—2001). Нынешний герб страны в целом похож на большинство её предыдущих гербов. Это 17-й по счёту герб в истории страны.

## Описание
Де-факто нынешний герб Исламского Эмирата Афганистан в общих чертах придерживается исторически сложившихся геральдических традиций герба афганского государства. В центре герба изображён силуэт михра́ба, внутри которого лестница, ведущая к минба́ру. Над силуэтом михраба — изображение деревянной подставки, на которой открытая книга, символизирующая священную книгу мусульман — Коран. Внутри книги оригинал бисмилля́ха на арабской письменности. Над Кораном — восходящее Солнце. Под силуэтом михраба — лента, на которой присутствует оригинал шахады́ на арабской письменности. Под этой лентой дата — 1 шавва́ля (или 10 муха́ррама) 1415 года по исламскому лунному календарю, что означает дату основания «Талибана». Под этой датой — очертания зубчатого колеса, символизирующего индустрию и промышленность. На зубчатом колесе надпись — «Исламский Эмират Афганистан» на пушту. С двух сторон зубчатого колеса начинаются и окружают центральные фигуры снопы из пшеницы. Каждый из двух венков перевит двумя лентами. Герб с центральными фигурами и снопами пшеницы с нижней части и по бокам окружают два скрещённых шамши́ра.

## История
Афганистан является рекордсменом по смене герба: с 1901 года по настоящее время в Афганистане сменили 17 гербов.
Герб Исламской Республики Афганистан в 2002—2021 годах в общих чертах повторял предыдущие гербы. На верху герба присутствует Шахада на арабской письменности, а также Такбир, также на арабской письменности. Также виднеется восходящее солнце. Ниже надписи — изображение мечети с михрабом и минбаром внутри кафедры. С двух сторон мечети висят два флага с цветами из флага Афганистана — чёрный, красный и зелёный. Под мечетью находится надпись с указанием 1298 года по персидскому солнечному календарю (1919 год по григорианскому календарю) — год, когда Афганистан обрёл полную независимость от протектората Британской империи. На ленте внизу герба — название государства Афганистан на арабо-персидской письменности. Герб окружён венком из пшеницы.

## Исторические (предыдущие) гербы

Герб Эмирата Афганистан в 1901—1919 годах
Герб Эмирата Афганистан в 1919—1926 годах
Герб Королевства Афганистан в 1926—1928 годах
Герб Королевства Афганистан в 1928—1929 годах
Герб Эмирата Афганистан в 1929 году
Герб Королевства Афганистан в 1931—1973 годах
Герб Республики Афганистан в 1973—1974 годах
Герб Республики Афганистан в 1974—1978 годах
Герб Демократической Республики Афганистан в 1978—1980 годах
Герб Демократической Республики Афганистан в 1980—1987 годах
Герб Республики Афганистан в 1987—1992 годах
Герб Исламского Государства Афганистан в 1992—1996 годах
Герб Исламского Эмирата Афганистан в 1996—2001 годах
Герб Переходного Исламского Государства Афганистан в 2002—2004 годах
Герб Исламской Республики Афганистан в 2004—2013 годах
Герб Исламской Республики Афганистан в 2013—2021 годах[a]